# Llista de monuments del districte de Besiers
Llista de monuments del districte de Besiers (Erau) registrats com a monuments històrics, bé catalogats d'interès nacional (classé) o bé inventariats d'interès regional (inscrit).
| Monument | Prot. | Època                                | Localització                                                                     | Coordenades                                          | Codi?      | Imatge |
| --- | ----- | ------------------------------------ | -------------------------------------------------------------------------------- | ---------------------------------------------------- | ---------- | --- |
| Hôtel Malaval | Inv.  | Segle XVII                           | Agde 22 rue de l'Amour                                                           | 43° 18′ 46″ N, 3° 28′ 09″ E / 43.312640°N,3.469116°E | PA00103343 | Hôtel Malaval · Vegeu més fotos d'aquest monument · Carregueu una nova foto d'aquest monument |
| Antic bisbat o antic palau episcopal                                                                                  | Cat.  | Segle XII                            | Agde quai du Chapître; place Jean-Jaurès                                         | 43° 18′ 51″ N, 3° 28′ 09″ E / 43.314254°N,3.469276°E | PA00103342 | Antic bisbat o antic palau episcopal · Carregueu una nova foto d'aquest monument |
| Antiga església Saint-André                                                                                           | Cat.  | Segles XI-XII                        | Agde place Gambetta                                                              | 43° 18′ 42″ N, 3° 28′ 12″ E / 43.31167°N,3.47°E      | PA00103341 | Antiga església Saint-André · Vegeu més fotos d'aquest monument · Carregueu una nova foto d'aquest monument                                                                                           |
| Pou de glaç comunal                                                                                                   | Inv.  | Segle XVII                           | Agde 5 place de la Glacière                                                      | 43° 18′ 50″ N, 3° 28′ 17″ E / 43.313813°N,3.471283°E | PA00135386 | Carregueu una nova foto d'aquest monument |
| Casa | Inv.  | Segle XVII                           | Agde 5 rue Michelet                                                              | 43° 18′ 48″ N, 3° 28′ 11″ E / 43.313370°N,3.469803°E | PA00103347 | Carregueu una nova foto d'aquest monument |
| Hôtel de Viguier-Guérin                                                                                               | Inv.  | Segle XVI                            | Agde 14 rue de la Placette                                                       | 43° 18′ 51″ N, 3° 28′ 14″ E / 43.314292°N,3.470646°E | PA00103344 | Hôtel de Viguier-Guérin · Carregueu una nova foto d'aquest monument |
| Edifici | Inv.  | Segle XVII                           | Agde 1 rue du Plan-Boudou                                                        | 43° 18′ 47″ N, 3° 28′ 09″ E / 43.313144°N,3.469147°E | PA00103346 | Carregueu una nova foto d'aquest monument |
| Antigues muralles | Cat.  | Segles XII-XIV                       | Agde rue du Quatre-Septembre                                                     | 43° 18′ 53″ N, 3° 28′ 17″ E / 43.3147°N,3.4713°E     | PA00103349 | Antigues muralles · Carregueu una nova foto d'aquest monument |
| Canal del Migdia: Pont Saint-Joseph                                                                                   | Inv.  | Segle XVII                           | Agde                                                                             | 43° 19′ 01″ N, 3° 26′ 50″ E / 43.31683°N,3.447103°E  | PA34000009 | Canal del Migdia: Pont Saint-Joseph · Vegeu més fotos d'aquest monument · Carregueu una nova foto d'aquest monument                                                                                   |
| Canal del Migdia: Resclosa rodona                                                                                     | Inv.  | Segle XVII                           | Agde                                                                             | 43° 19′ 13″ N, 3° 28′ 03″ E / 43.3202°N,3.4674°E     | PA34000002 | Canal del Migdia: Resclosa rodona · Vegeu més fotos d'aquest monument · Carregueu una nova foto d'aquest monument                                                                                     |
| Fort Brescou | Inv.  | Segle XVIII                          | Agde Cap d'Agde                                                                  | 43° 15′ 47″ N, 3° 30′ 04″ E / 43.263056°N,3.501111°E | PA34000001 | Fort Brescou · Vegeu més fotos d'aquest monument · Carregueu una nova foto d'aquest monument |
| Vil·la dita castell Laurens                                                                                           | Cat.  | Segle xix                            | Agde                                                                             | 43° 18′ 39″ N, 3° 28′ 33″ E / 43.3108°N,3.4758°E     | PA00135387 | Vil·la dita castell Laurens · Vegeu més fotos d'aquest monument · Carregueu una nova foto d'aquest monument                                                                                           |
| Torre dels Anglais | Inv.  | Segle XVI                            | Agde                                                                             | 43° 17′ 51″ N, 3° 30′ 12″ E / 43.297526°N,3.503464°E | PA00103350 | Torre dels Anglais · Vegeu més fotos d'aquest monument · Carregueu una nova foto d'aquest monument |
| Casa renaixentista | Inv.  | Segle XVI                            | Agde                                                                             | 43° 18′ 51″ N, 3° 28′ 14″ E / 43.314117°N,3.47055°E  | PA00103348 | Casa renaixentista · Carregueu una nova foto d'aquest monument |
| Ajuntament | Inv.  |                                      | Agde                                                                             | 43° 18′ 48″ N, 3° 28′ 06″ E / 43.313300°N,3.468465°E | PA00103345 | Ajuntament · Carregueu una nova foto d'aquest monument |
| Antiga catedral Saint-Étienne                                                                                         | Cat.  | Segle XII                            | Agde                                                                             | 43° 18′ 50″ N, 3° 28′ 09″ E / 43.313889°N,3.469167°E | PA00103340 | Antiga catedral Saint-Étienne · Vegeu més fotos d'aquest monument · Carregueu una nova foto d'aquest monument                                                                                         |
| Castell | Inv.  | Segles XVII-XVIII                    | Agèl                                                                             | 43° 20′ 19″ N, 2° 51′ 14″ E / 43.3386°N,2.8539°E     | PA00103351 | Carregueu una nova foto d'aquest monument |
| Capella de les ruïnes de Morcairol                                                                                    | Inv.  | Segle XII                            | Las Airas Saint-Michel                                                           | 43° 34′ 45″ N, 3° 05′ 36″ E / 43.5792°N,3.0933°E     | PA00103352 | Capella de les ruïnes de Morcairol · Vegeu més fotos d'aquest monument · Carregueu una nova foto d'aquest monument                                                                                    |
| Església parroquial Saint-Martin                                                                                      | Inv.  | Segles XII-XIII                      | Alinhan del Vent                                                                 | 43° 28′ 15″ N, 3° 20′ 36″ E / 43.4709°N,3.3433°E     | PA34000018 | Església parroquial Saint-Martin · Vegeu més fotos d'aquest monument · Carregueu una nova foto d'aquest monument                                                                                      |
| Vestigis de l'oppidum del Proch-Balat                                                                                 | Inv.  |                                      | Aumas                                                                            | 43° 28′ 25″ N, 3° 27′ 41″ E / 43.473570°N,3.461328°E | PA00103364 | Carregueu una nova foto d'aquest monument |
| Castell | Inv.  | Segles XVI-XVII                      | Baufòrt                                                                          | 43° 17′ 57″ N, 2° 45′ 32″ E / 43.299167°N,2.758889°E | PA00103368 | Castell · Vegeu més fotos d'aquest monument · Carregueu una nova foto d'aquest monument |
| Hôtel Bérard de Montalet                                                                                              | Inv.  | Segle XVIII                          | Beçan rue de l'Opéra                                                             | 43° 21′ 40″ N, 3° 25′ 37″ E / 43.361062°N,3.427054°E | PA34000049 | Hôtel Bérard de Montalet · Vegeu més fotos d'aquest monument · Carregueu una nova foto d'aquest monument                                                                                              |
| Ruïnes del molí sobre l'Erau                                                                                          | Inv.  | Segles XIII-XIX                      | Beçan                                                                            | 43° 21′ 45″ N, 3° 26′ 43″ E / 43.3624°N,3.4452°E     | PA00103372 | Ruïnes del molí sobre l'Erau · Vegeu més fotos d'aquest monument · Carregueu una nova foto d'aquest monument                                                                                          |
| Església parroquial                                                                                                   | Inv.  | Segle XI                             | Beçan                                                                            | 43° 21′ 36″ N, 3° 25′ 38″ E / 43.3599°N,3.4271°E     | PA00103371 | Església parroquial · Vegeu més fotos d'aquest monument · Carregueu una nova foto d'aquest monument                                                                                                   |
| Capella Saint-Raphaël de la Bastide                                                                                   | Cat.  | Segles XI-XIX                        | Bedarius                                                                         | 43° 35′ 29″ N, 3° 08′ 11″ E / 43.5915°N,3.1363°E     | PA00103370 | Capella Saint-Raphaël de la Bastide · Vegeu més fotos d'aquest monument · Carregueu una nova foto d'aquest monument                                                                                   |
| Casa | Inv.  | Segles XV-XVII                       | Besiers 4 rue de l'Argenterie                                                    | 43° 20′ 31″ N, 3° 12′ 45″ E / 43.341879°N,3.212541°E | PA00103386 | Carregueu una nova foto d'aquest monument |
| Casa | Inv.  | Segle XVII                           | Besiers 23 rue des Balances                                                      | 43° 20′ 33″ N, 3° 12′ 56″ E / 43.342369°N,3.21546°E  | PA00103387 | Casa · Vegeu més fotos d'aquest monument · Carregueu una nova foto d'aquest monument |
| Castell Saint-Bauzille                                                                                                | Inv.  |                                      | Besiers route de Bessan                                                          | 43° 20′ 51″ N, 3° 13′ 08″ E / 43.347615°N,3.218991°E | PA34000068 | Carregueu una nova foto d'aquest monument |
| Casa | Inv.  |                                      | Besiers 7 rue du Docteur-Vergne                                                  | 43° 20′ 30″ N, 3° 12′ 41″ E / 43.341734°N,3.211299°E | PA00103389 | Carregueu una nova foto d'aquest monument |
| Casa | Inv.  | Segle XV                             | Besiers 16 rue des Docteurs-Bourguet                                             | 43° 20′ 26″ N, 3° 12′ 45″ E / 43.340464°N,3.212404°E | PA00103388 | Casa · Vegeu més fotos d'aquest monument · Carregueu una nova foto d'aquest monument |
| Antic centre d'aprenentatge per a nois, actual institut professional Jean Mermoz                                      | Inv.  | Segle XX                             | Besiers rue Ferdinand-de-Lesseps                                                 | 43° 20′ 56″ N, 3° 14′ 03″ E / 43.349025°N,3.234175°E | PA34000026 | Carregueu una nova foto d'aquest monument |
| Casa | Inv.  | Segle XVI                            | Besiers 2 rue Gaveau                                                             | 43° 20′ 24″ N, 3° 12′ 51″ E / 43.340107°N,3.214083°E | PA00103390 | Carregueu una nova foto d'aquest monument |
| Hôtel de Boyer de Sorgues                                                                                             | Inv.  | Segle XV                             | Besiers 5 rue Mayran                                                             | 43° 20′ 37″ N, 3° 12′ 51″ E / 43.343492°N,3.214158°E | PA00103381 | Hôtel de Boyer de Sorgues · Vegeu més fotos d'aquest monument · Carregueu una nova foto d'aquest monument                                                                                             |
| Edifici | Inv.  | Segle XVII                           | Besiers 1 rue de Montmorency                                                     | 43° 20′ 34″ N, 3° 12′ 53″ E / 43.342784°N,3.214703°E | PA00103384 | Edifici · Vegeu més fotos d'aquest monument · Carregueu una nova foto d'aquest monument |
| Antic tribunal episcopal, antigament anomenat Maison des Notaires                                                     | Inv.  | Segle XIV                            | Besiers 10 impasse de la Notairie                                                | 43° 20′ 31″ N, 3° 12′ 44″ E / 43.341877°N,3.212318°E | PA00103385 | Carregueu una nova foto d'aquest monument |
| Jardí du Plateau des Poètes                                                                                           | Cat.  | Segle xix                            | Besiers allées Paul-Riquet                                                       | 43° 20′ 18″ N, 3° 13′ 13″ E / 43.338203°N,3.220336°E | PA00103777 | Jardí du Plateau des Poètes · Vegeu més fotos d'aquest monument · Carregueu una nova foto d'aquest monument                                                                                           |
| Llotja central | Inv.  | Segle xix                            | Besiers place Pierre-Sémard                                                      | 43° 20′ 36″ N, 3° 12′ 42″ E / 43.343376°N,3.211758°E | PA00103380 | Llotja central · Vegeu més fotos d'aquest monument · Carregueu una nova foto d'aquest monument |
| Castell de Libouriac                                                                                                  | Inv.  | Segle xix                            | Besiers route de Pézenas                                                         | 43° 20′ 51″ N, 3° 13′ 08″ E / 43.347615°N,3.218991°E | PA00135388 | Carregueu una nova foto d'aquest monument |
| Antiga abadia Saint-Aphrodise                                                                                         | Cat.  | Segles XI-XIV                        | Besiers 12 place Saint-Aphrodise                                                 | 43° 20′ 49″ N, 3° 12′ 54″ E / 43.346992°N,3.214992°E | PA00103373 | Antiga abadia Saint-Aphrodise · Vegeu més fotos d'aquest monument · Carregueu una nova foto d'aquest monument                                                                                         |
| Hôtel Bülher | Inv.  | Segle XX                             | Besiers 57, 59 avenue Saint-Saëns                                                | 43° 20′ 35″ N, 3° 13′ 23″ E / 43.343035°N,3.222958°E | PA00103382 | Carregueu una nova foto d'aquest monument |
| Villa Guy | Inv.  | Segle xix                            | Besiers 1 rue Verdi                                                              | 43° 20′ 35″ N, 3° 13′ 31″ E / 43.34297°N,3.225147°E  | PA00103768 | Carregueu una nova foto d'aquest monument |
| Teatre | Inv.  | Segle xix                            | Besiers place de la Victoire                                                     | 43° 20′ 40″ N, 3° 12′ 57″ E / 43.34433°N,3.2158°E    | PA00103393 | Teatre · Vegeu més fotos d'aquest monument · Carregueu una nova foto d'aquest monument |
| Teatre des Variétés                                                                                                   | Inv.  | Segle XX                             | Besiers 9 rue Victor-Hugo                                                        | 43° 20′ 29″ N, 3° 13′ 09″ E / 43.341273°N,3.219305°E | PA34000041 | Teatre des Variétés · Carregueu una nova foto d'aquest monument |
| Canal del Migdia: Conjunt de rescloses de Fonsérannes                                                                 | Cat.  | Segle XVII                           | Besiers                                                                          | 43° 19′ 50″ N, 3° 11′ 59″ E / 43.330556°N,3.199722°E | PA34000005 | Canal del Migdia: Conjunt de rescloses de Fonsérannes · Vegeu més fotos d'aquest monument · Carregueu una nova foto d'aquest monument                                                                 |
| Canal del Migdia: Pont-aqüeducte sobre l'Orb                                                                          | Inv.  | Segle xix                            | Besiers                                                                          | 43° 20′ 05″ N, 3° 12′ 47″ E / 43.334778°N,3.212972°E | PA34000003 | Canal del Migdia: Pont-aqüeducte sobre l'Orb · Vegeu més fotos d'aquest monument · Carregueu una nova foto d'aquest monument                                                                          |
| Pont vell sobre l'Orb                                                                                                 | Cat.  | Segles XII-XIV                       | Besiers                                                                          | 43° 20′ 22″ N, 3° 12′ 31″ E / 43.339528°N,3.208611°E | PA00103395 | Pont vell sobre l'Orb · Vegeu més fotos d'aquest monument · Carregueu una nova foto d'aquest monument                                                                                                 |
| Torre de Saint-Jean-d'Aureilhan                                                                                       | Inv.  | Segle xix                            | Besiers                                                                          | 43° 20′ 22″ N, 3° 15′ 26″ E / 43.339481°N,3.257256°E | PA00103394 | Torre de Saint-Jean-d'Aureilhan · Carregueu una nova foto d'aquest monument |
| Antic palau episcopal                                                                                                 | Inv.  | Segle XVII                           | Besiers                                                                          | 43° 20′ 28″ N, 3° 12′ 38″ E / 43.341119°N,3.210459°E | PA00103392 | Antic palau episcopal · Vegeu més fotos d'aquest monument · Carregueu una nova foto d'aquest monument                                                                                                 |
| Molí Cordier | Inv.  | Segles XIV-XVIII                     | Besiers                                                                          | 43° 20′ 42″ N, 3° 12′ 25″ E / 43.344982°N,3.206889°E | PA00103391 | Molí Cordier · Vegeu més fotos d'aquest monument · Carregueu una nova foto d'aquest monument |
| Ajuntament | Inv.  | Segle XVIII                          | Besiers                                                                          | 43° 20′ 34″ N, 3° 12′ 48″ E / 43.342838°N,3.213311°E | PA00103383 | Ajuntament · Vegeu més fotos d'aquest monument · Carregueu una nova foto d'aquest monument |
| Església de la Madeleine                                                                                              | Cat.  | Segles XI-XII                        | Besiers                                                                          | 43° 20′ 42″ N, 3° 12′ 47″ E / 43.344983°N,3.213083°E | PA00103379 | Església de la Madeleine · Vegeu més fotos d'aquest monument · Carregueu una nova foto d'aquest monument                                                                                              |
| Església Saint-Jacques                                                                                                | Cat.  | Segles XII-XIV                       | Besiers                                                                          | 43° 20′ 16″ N, 3° 12′ 51″ E / 43.33775°N,3.214037°E  | PA00103378 | Església Saint-Jacques · Vegeu més fotos d'aquest monument · Carregueu una nova foto d'aquest monument                                                                                                |
| Antic claustre des Carmes                                                                                             | Inv.  | Segle XV                             | Besiers                                                                          | 43° 20′ 39″ N, 3° 12′ 53″ E / 43.344175°N,3.214636°E | PA00103377 | Carregueu una nova foto d'aquest monument |
| Castell de Poussan-le-Haut                                                                                            | Inv.  | Segle XVIII                          | Besiers                                                                          | 43° 20′ 51″ N, 3° 13′ 08″ E / 43.347615°N,3.218991°E | PA00103376 | Carregueu una nova foto d'aquest monument |
| Capella des Pénitents Bleus                                                                                           | Inv.  | Segle XV                             | Besiers                                                                          | 43° 20′ 36″ N, 3° 12′ 56″ E / 43.343333°N,3.215556°E | PA00103375 | Capella des Pénitents Bleus · Vegeu més fotos d'aquest monument · Carregueu una nova foto d'aquest monument                                                                                           |
| Antiga catedral Saint-Nazaire i claustre Saint-Nazaire                                                                | Cat.  | Segles XIV-XVIII                     | Besiers                                                                          | 43° 20′ 29″ N, 3° 12′ 36″ E / 43.3415°N,3.210028°E   | PA00103374 | Antiga catedral Saint-Nazaire i claustre Saint-Nazaire · Vegeu més fotos d'aquest monument · Carregueu una nova foto d'aquest monument                                                                |
| Església Saint-Martin                                                                                                 | Cat.  | Segles XII-XIX                       | Cabrièiras les Crozes                                                            | 43° 34′ 37″ N, 3° 19′ 21″ E / 43.57705°N,3.32241°E   | PA00103401 | Església Saint-Martin · Vegeu més fotos d'aquest monument · Carregueu una nova foto d'aquest monument                                                                                                 |
| Canal del Migdia: Fer de Mulet                                                                                        | Inv.  | Segle XVII                           | Capestanh                                                                        | 43° 19′ 46″ N, 3° 00′ 55″ E / 43.329392°N,3.015412°E | PA34000010 | Carregueu una nova foto d'aquest monument |
| Maison Balat | Inv.  | Segle XV                             | Capestanh                                                                        | 43° 19′ 40″ N, 3° 02′ 41″ E / 43.327903°N,3.044811°E | PA00103406 | Carregueu una nova foto d'aquest monument |
| Maison Baisse | Inv.  | Segle XVI                            | Capestanh                                                                        | 43° 19′ 41″ N, 3° 02′ 42″ E / 43.328017°N,3.044948°E | PA00103405 | Carregueu una nova foto d'aquest monument |
| Església Saint-Étienne                                                                                                | Cat.  | Segle XIV                            | Capestanh                                                                        | 43° 19′ 41″ N, 3° 02′ 39″ E / 43.328114°N,3.044028°E | PA00103404 | Església Saint-Étienne · Vegeu més fotos d'aquest monument · Carregueu una nova foto d'aquest monument                                                                                                |
| Castell dels arquebisbes de Narbona                                                                                   | Cat.  | Segles XIV-XV                        | Capestanh                                                                        | 43° 19′ 47″ N, 3° 02′ 43″ E / 43.329722°N,3.045278°E | PA00103403 | Castell dels arquebisbes de Narbona · Vegeu més fotos d'aquest monument · Carregueu una nova foto d'aquest monument                                                                                   |
| Castell o Castellas                                                                                                   | Inv.  | Edat mitjana                         | Castèlnòu de Guèrs                                                               | 43° 26′ 07″ N, 3° 26′ 17″ E / 43.4354°N,3.438°E      | PA34000039 | Castell o Castellas · Vegeu més fotos d'aquest monument · Carregueu una nova foto d'aquest monument                                                                                                   |
| Via Domícia: tram fins al mil·liari 35                                                                                | Inv.  | gallo-romain                         | Castèlnòu de Guèrs                                                               | 43° 27′ 25″ N, 3° 34′ 57″ E / 43.456817°N,3.582412°E | PA00135390 | Carregueu una nova foto d'aquest monument |
| Església parroquial Notre-Dame                                                                                        | Inv.  | Segles XVI-XVII                      | La Cauneta                                                                       | 43° 21′ 13″ N, 2° 46′ 33″ E / 43.3536°N,2.7757°E     | PA00103413 | Església parroquial Notre-Dame · Vegeu més fotos d'aquest monument · Carregueu una nova foto d'aquest monument                                                                                        |
| Dos pilars | Inv.  | Gal·loromà; Edat Mitjana             | Causses e Vairan les Piliers                                                     | 43° 27′ 57″ N, 3° 05′ 54″ E / 43.4658°N,3.0983°E     | PA00103414 | Carregueu una nova foto d'aquest monument |
| Casa | Inv.  | Segle XVI                            | Caus rue de l'Eglise                                                             | 43° 30′ 25″ N, 3° 22′ 06″ E / 43.5069°N,3.3684°E     | PA00103416 | Casa · Carregueu una nova foto d'aquest monument |
| Església Saint-Gervais                                                                                                | Cat.  | Segles XIII-XIV                      | Caus                                                                             | 43° 30′ 25″ N, 3° 22′ 07″ E / 43.506974°N,3.368686°E | PA00103415 | Església Saint-Gervais · Vegeu més fotos d'aquest monument · Carregueu una nova foto d'aquest monument                                                                                                |
| Antiga abadia de Fontcaude                                                                                            | Cat.  | Segles XII-XVII                      | Casa d'Arnas                                                                     | 43° 25′ 04″ N, 3° 03′ 18″ E / 43.41777°N,3.055°E     | PA00103418 | Antiga abadia de Fontcaude · Vegeu més fotos d'aquest monument · Carregueu una nova foto d'aquest monument                                                                                            |
| Castell | Inv.  | Segles XV-XVII                       | Càsols d'Eraur                                                                   | 43° 30′ 26″ N, 3° 27′ 29″ E / 43.507222°N,3.458056°E | PA00103420 | Castell · Vegeu més fotos d'aquest monument · Carregueu una nova foto d'aquest monument |
| Ruïnes de l'església de Saint-Vincent de Savignac                                                                     | Cat.  |                                      | Càsols de Besièrs                                                                | 43° 24′ 57″ N, 3° 07′ 26″ E / 43.415772°N,3.123813°E | PA00103423 | Carregueu una nova foto d'aquest monument |
| Església parroquial                                                                                                   | Inv.  | Segle XIII                           | Càsols de Besièrs                                                                | 43° 23′ 32″ N, 3° 06′ 05″ E / 43.392201°N,3.101369°E | PA00103422 | Església parroquial · Vegeu més fotos d'aquest monument · Carregueu una nova foto d'aquest monument                                                                                                   |
| Castell de Savignac-le-Haut                                                                                           | Inv.  | Segles XII-XIII                      | Càsols de Besièrs                                                                | 43° 23′ 36″ N, 3° 06′ 08″ E / 43.393333°N,3.102222°E | PA00103421 | Carregueu una nova foto d'aquest monument |
| Església parroquial Saint-Pierre de la Salle                                                                          | Inv.  | Segles XVII-XIX                      | Cecenon                                                                          | 43° 26′ 57″ N, 3° 02′ 56″ E / 43.4493°N,3.0489°E     | PA00103427 | Carregueu una nova foto d'aquest monument |
| Gruta d'Aldène, de Fauzan o de la Coquille                                                                            | Cat.  |                                      | Sesseraç                                                                         | 43° 21′ 14″ N, 2° 41′ 54″ E / 43.3539°N,2.6984°E     | PA00103432 | Gruta d'Aldène, de Fauzan o de la Coquille · Vegeu més fotos d'aquest monument · Carregueu una nova foto d'aquest monument                                                                            |
| Església | Cat.  | Segle XV                             | Sesseraç                                                                         | 43° 19′ 32″ N, 2° 42′ 48″ E / 43.325607°N,2.713312°E | PA00103431 | Carregueu una nova foto d'aquest monument |
| Dolmen de la Cigalière                                                                                                | Cat.  |                                      | Sesseraç les Séditions; Métairie de Balzabé                                      | 43° 20′ 08″ N, 2° 43′ 20″ E / 43.3356°N,2.7221°E     | PA00103430 | Dolmen de la Cigalière · Carregueu una nova foto d'aquest monument |
| Vestigis de la capella de Saint-Salvy                                                                                 | Cat.  | Haut Edat Mitjana                    | Sesseraç Aire de Raymond                                                         | 43° 19′ 21″ N, 2° 43′ 18″ E / 43.3224°N,2.7218°E     | PA00103429 | Carregueu una nova foto d'aquest monument |
| Capella Saint-Germain                                                                                                 | Cat.  | Segles XI-XII                        | Sesseraç                                                                         | 43° 19′ 29″ N, 2° 41′ 39″ E / 43.324745°N,2.694198°E | PA00103428 | Capella Saint-Germain · Vegeu més fotos d'aquest monument · Carregueu una nova foto d'aquest monument                                                                                                 |
| Pedra dita Autel de Malpas                                                                                            | Cat.  |                                      | Colombièrs chemin de Nissan à Ensérune                                           | 43° 18′ 47″ N, 3° 08′ 24″ E / 43.31293°N,3.13996°E   | PA00103444 | Carregueu una nova foto d'aquest monument |
| Túnel-aqüeducte de drenatge de l'estany de Colombièrs i Montady, o túnel des Moines, aqüeducte de Montady o de Malpas | Cat.  | Edat mitjana                         | Colombièrs                                                                       | 43° 18′ 26″ N, 3° 07′ 36″ E / 43.3072°N,3.1267°E     | PA34000063 | Túnel-aqüeducte de drenatge de l'estany de Colombièrs i Montady, o túnel des Moines, aqüeducte de Montady o de Malpas · Vegeu més fotos d'aquest monument · Carregueu una nova foto d'aquest monument |
| Torre de l'Homenatge                                                                                                  | Inv.  | Edat mitjana                         | Colombièiras d'Òrb le Battut                                                     | 43° 34′ 52″ N, 3° 00′ 38″ E / 43.5811°N,3.0106°E     | PA00103443 | Torre de l'Homenatge · Vegeu més fotos d'aquest monument · Carregueu una nova foto d'aquest monument                                                                                                  |
| Aqüeducte de Besiers                                                                                                  | Cat.  |                                      | Cornelhan                                                                        | 43° 24′ 04″ N, 3° 12′ 44″ E / 43.4011°N,3.2121°E     | PA00125488 | Carregueu una nova foto d'aquest monument |
| Església Sainte-Eulalie                                                                                               | Cat.  | Segle XIV                            | Crusi                                                                            | 43° 21′ 21″ N, 2° 56′ 26″ E / 43.3559°N,2.9405°E     | PA00103446 | Església Sainte-Eulalie · Vegeu més fotos d'aquest monument · Carregueu una nova foto d'aquest monument                                                                                               |
| Creu de cementiri | Cat.  | Segle XV                             | Cebasan En l'antic cementiri                                                     | 43° 24′ 13″ N, 2° 58′ 41″ E / 43.403644°N,2.978153°E | PA00103424 | Carregueu una nova foto d'aquest monument |
| Església Notre-Dame-des-Pins                                                                                          | Cat.  | Segles XI-XII                        | Espondelhan                                                                      | 43° 26′ 11″ N, 3° 15′ 27″ E / 43.4365°N,3.2576°E     | PA00103448 | Església Notre-Dame-des-Pins · Vegeu més fotos d'aquest monument · Carregueu una nova foto d'aquest monument                                                                                          |
| Gruta de Camprafaud                                                                                                   | Inv.  | Néolithique                          | Ferrièiras de Possaron                                                           | 43° 27′ 28″ N, 2° 54′ 12″ E / 43.4578°N,2.9034°E     | PA00125489 | Carregueu una nova foto d'aquest monument |
| Església | Inv.  | Segles XIV-XVIII                     | Fontés                                                                           | 43° 32′ 33″ N, 3° 22′ 39″ E / 43.5424°N,3.3775°E     | PA00103452 | Església · Vegeu més fotos d'aquest monument · Carregueu una nova foto d'aquest monument |
| Cementiri envoltant l'església                                                                                        | Inv.  |                                      | Fontés Chemin des Calades                                                        | 43° 32′ 34″ N, 3° 22′ 42″ E / 43.5427°N,3.3782°E     | PA00103451 | Carregueu una nova foto d'aquest monument |
| Conjunt marbrista del molí de Biot                                                                                    | Inv.  | Segle xix                            | Felina de Menerbés                                                               | 43° 20′ 42″ N, 2° 33′ 35″ E / 43.345°N,2.5597°E      | PA34000047 | Conjunt marbrista del molí de Biot · Vegeu més fotos d'aquest monument · Carregueu una nova foto d'aquest monument                                                                                    |
| Aqüeducte de Besiers                                                                                                  | Cat.  |                                      | Fosilhon                                                                         | 43° 29′ 49″ N, 3° 14′ 43″ E / 43.4969°N,3.2452°E     | PA00125490 | Carregueu una nova foto d'aquest monument |
| Antiga residència des bisbes de Besiers                                                                               | Inv.  | Segle XV                             | Gabian place de l'Evêché                                                         | 43° 30′ 51″ N, 3° 16′ 26″ E / 43.514032°N,3.273845°E | PA00103766 | Carregueu una nova foto d'aquest monument |
| Aqüeducte de Besiers                                                                                                  | Inv.  |                                      | Gabian                                                                           | 43° 30′ 56″ N, 3° 15′ 44″ E / 43.5156°N,3.2621°E     | PA00125491 | Carregueu una nova foto d'aquest monument |
| Església Saint-Pierre-de-Rhèdes                                                                                       | Cat.  | Segles XI-XII                        | L'Amalon cementiri de l'Amalon                                                   | 43° 35′ 16″ N, 3° 04′ 44″ E / 43.58784°N,3.07879°E   | PA00103467 | Església Saint-Pierre-de-Rhèdes · Vegeu més fotos d'aquest monument · Carregueu una nova foto d'aquest monument                                                                                       |
| Castell de Grézan | Inv.  | Segle xix                            | Laurenç                                                                          | 43° 30′ 16″ N, 3° 11′ 40″ E / 43.50450°N,3.19443°E   | PA00125492 | Castell de Grézan · Vegeu més fotos d'aquest monument · Carregueu una nova foto d'aquest monument |
| Església Saint-Pierre                                                                                                 | Inv.  | Segles XII-XIII                      | Lespinhan cementiri                                                              | 43° 16′ 15″ N, 3° 10′ 30″ E / 43.2707°N,3.1749°E     | PA00103475 | Església Saint-Pierre · Modifica el valor a Wikidata · Carregueu una nova foto d'aquest monument |
| Vil·la gal·loromana                                                                                                   | Cat.  | Gal·loromà; Alt Imperi; Baix Imperi  | Lespinhan Vivios                                                                 | 43° 15′ 24″ N, 3° 10′ 19″ E / 43.256712°N,3.171951°E | PA00103476 | Vil·la gal·loromana · Vegeu més fotos d'aquest monument · Carregueu una nova foto d'aquest monument                                                                                                   |
| Castell de Ribaute | Inv.  | Segles XVI-XVII                      | Liuran de Besièrs route de Besiers à Clermont                                    | 43° 25′ 10″ N, 3° 14′ 16″ E / 43.419444°N,3.237778°E | PA34000012 | Castell de Ribaute · Carregueu una nova foto d'aquest monument |
| Santuari Notre-Dame du Spasme                                                                                         | Inv.  |                                      | La Livinièra                                                                     | 43° 18′ 42″ N, 2° 38′ 24″ E / 43.3116°N,2.6399°E     | PA34000057 | Santuari Notre-Dame du Spasme · Vegeu més fotos d'aquest monument · Carregueu una nova foto d'aquest monument                                                                                         |
| Església parroquial Saint-Étienne                                                                                     | Inv.  |                                      | La Livinièra                                                                     | 43° 24′ 59″ N, 2° 38′ 07″ E / 43.4164°N,2.6352°E     | PA34000056 | Església parroquial Saint-Étienne · Vegeu més fotos d'aquest monument · Carregueu una nova foto d'aquest monument                                                                                     |
| Castell | Inv.  | Segle XVII                           | Lesinhan la Ceba                                                                 | 43° 29′ 36″ N, 3° 26′ 20″ E / 43.4934°N,3.439°E      | PA00103477 | Castell · Vegeu més fotos d'aquest monument · Carregueu una nova foto d'aquest monument |
| Aqüeducte de Besiers                                                                                                  | Cat.  |                                      | Magalaç                                                                          | 43° 29′ 49″ N, 3° 14′ 43″ E / 43.4969°N,3.2452°E     | PA00125493 | Carregueu una nova foto d'aquest monument |
| Oppidum | Cat.  | Edat del ferro; Gal·loromà           | Magalaç Puech de Montfau                                                         | 43° 28′ 32″ N, 3° 13′ 47″ E / 43.4756°N,3.2297°E     | PA00103497 | Carregueu una nova foto d'aquest monument |
| Església parroquial                                                                                                   | Inv.  | Segles XII-XV                        | Magalaç                                                                          | 43° 28′ 19″ N, 3° 13′ 20″ E / 43.471998°N,3.222352°E | PA00103496 | Església parroquial · Vegeu més fotos d'aquest monument · Carregueu una nova foto d'aquest monument                                                                                                   |
| Cava cooperativa Les Vignerons libres                                                                                 | Inv.  | Segle XX                             | Marauçan 311 avenue Jean-Jaurès                                                  | 43° 21′ 58″ N, 3° 09′ 16″ E / 43.366247°N,3.154470°E | PA34000029 | Cava cooperativa Les Vignerons libres · Vegeu més fotos d'aquest monument · Carregueu una nova foto d'aquest monument                                                                                 |
| Castell de Perdiguier                                                                                                 | Inv.  | Segles XIII-XVII                     | Marauçan                                                                         | 43° 22′ 04″ N, 3° 10′ 15″ E / 43.367651°N,3.170733°E | PA00103498 | Carregueu una nova foto d'aquest monument |
| Hisenda del castell                                                                                                   | Inv.  | Segles XVI-XVII                      | Margon                                                                           | 43° 29′ 11″ N, 3° 18′ 22″ E / 43.4864°N,3.306°E      | PA00103499 | Hisenda del castell · Vegeu més fotos d'aquest monument · Carregueu una nova foto d'aquest monument                                                                                                   |
| Església parroquial Saint-Baudile                                                                                     | Inv.  | Segle xix                            | Maurelhan                                                                        | 43° 21′ 30″ N, 3° 07′ 13″ E / 43.358450°N,3.120347°E | PA34000066 | Església parroquial Saint-Baudile · Vegeu més fotos d'aquest monument · Carregueu una nova foto d'aquest monument                                                                                     |
| Castell | Inv.  | Segle XIV                            | Maurelhan                                                                        | 43° 21′ 32″ N, 3° 07′ 12″ E / 43.359°N,3.1201°E      | PA00103505 | Castell · Vegeu més fotos d'aquest monument · Carregueu una nova foto d'aquest monument |
| Església parroquial Saint-Étienne                                                                                     | Cat.  | Segles XI-XII                        | Menerba                                                                          | 43° 21′ 16″ N, 2° 44′ 46″ E / 43.3545°N,2.746°E      | PA00103509 | Església parroquial Saint-Étienne · Vegeu més fotos d'aquest monument · Carregueu una nova foto d'aquest monument                                                                                     |
| Dolmen en el túmul des Bois-Bas                                                                                       | Cat.  |                                      | Menerba Cabane de Lou                                                            | 43° 22′ 02″ N, 2° 40′ 45″ E / 43.3673°N,2.6791°E     | PA00103508 | Carregueu una nova foto d'aquest monument |
| Dolmen de Bruneau | Cat.  |                                      | Menerba Caudrodie                                                                | 43° 21′ 55″ N, 2° 42′ 42″ E / 43.3653°N,2.7116°E     | PA00103507 | Carregueu una nova foto d'aquest monument |
| Capella Saint-Roch | Inv.  | Segles XII-XVII                      | Mònts la Voulte                                                                  | 43° 33′ 30″ N, 2° 58′ 06″ E / 43.55825°N,2.9682°E    | PA00103510 | Capella Saint-Roch · Vegeu més fotos d'aquest monument · Carregueu una nova foto d'aquest monument |
| Castell de la Tour | Inv.  | Segle xix                            | Montadin                                                                         | 43° 20′ 23″ N, 3° 08′ 13″ E / 43.339611°N,3.136996°E | PA34000067 | Carregueu una nova foto d'aquest monument |
| Torre | Inv.  | Segle XII                            | Montadin                                                                         | 43° 19′ 47″ N, 3° 07′ 08″ E / 43.329591°N,3.118816°E | PA00103511 | Torre · Vegeu més fotos d'aquest monument · Carregueu una nova foto d'aquest monument |
| Antic palau dels Comtes de Brignac                                                                                    | Cat.  | Segles XV-XVI                        | Montanhac 8 rue Lafayette                                                        | 43° 28′ 46″ N, 3° 29′ 03″ E / 43.4794°N,3.4843°E     | PA00103514 | Carregueu una nova foto d'aquest monument |
| Antiga capella del convent dels Augustins, capella dels Pénitents                                                     | Inv.  | Segle XVII                           | Montanhac 21 avenue Pierre-Sirven                                                | 43° 28′ 52″ N, 3° 28′ 54″ E / 43.481121°N,3.481691°E | PA34000076 | Antiga capella del convent dels Augustins, capella dels Pénitents · Vegeu més fotos d'aquest monument · Carregueu una nova foto d'aquest monument                                                     |
| Via Domícia a Montanhac                                                                                               | Cat.  |                                      | Montanhac                                                                        |                                                      | PA00135392 | Carregueu una nova foto d'aquest monument |
| Vell pont sobre l'Erau                                                                                                | Inv.  |                                      | Montanhac RD 613                                                                 | 43° 28′ 29″ N, 3° 26′ 44″ E / 43.4747°N,3.4456°E     | PA00103515 | Carregueu una nova foto d'aquest monument |
| Església Saint-André                                                                                                  | Cat.  | Segles XIV-XV                        | Montanhac                                                                        | 43° 28′ 49″ N, 3° 29′ 03″ E / 43.4804°N,3.4843°E     | PA00103513 | Església Saint-André · Vegeu més fotos d'aquest monument · Carregueu una nova foto d'aquest monument                                                                                                  |
| Castell de Lavagnac                                                                                                   | Inv.  | Segle XVII                           | Montanhac                                                                        | 43° 28′ 55″ N, 3° 29′ 02″ E / 43.481944°N,3.483889°E | PA00103512 | Carregueu una nova foto d'aquest monument |
| Església parroquial Sainte-Eulalie                                                                                    | Cat.  | Segles XII-XIV                       | Montblanc                                                                        | 43° 23′ 50″ N, 3° 22′ 02″ E / 43.3973°N,3.3672°E     | PA00103520 | Església parroquial Sainte-Eulalie · Vegeu més fotos d'aquest monument · Carregueu una nova foto d'aquest monument                                                                                    |
| Església parroquial Saint-Jean                                                                                        | Inv.  | Segle XV                             | Murvièlh                                                                         | 43° 26′ 24″ N, 3° 08′ 38″ E / 43.4399°N,3.144°E      | PA34000059 | Carregueu una nova foto d'aquest monument |
| Túnel-aqüeducte de drenatge de l'estany de Colombiers i Montady                                                       | Cat.  |                                      | Niça d'Ausseruna                                                                 | 43° 18′ 28″ N, 3° 07′ 35″ E / 43.3077°N,3.1263°E     | PA34000062 | Túnel-aqüeducte de drenatge de l'estany de Colombiers i Montady · Vegeu més fotos d'aquest monument · Carregueu una nova foto d'aquest monument                                                       |
| Oppidum d'Enserune | Cat.  | Prehistòria                          | Niça d'Ausseruna                                                                 | 43° 18′ 35″ N, 3° 06′ 38″ E / 43.30972°N,3.11056°E   | PA00103617 | Oppidum d'Enserune · Vegeu més fotos d'aquest monument · Carregueu una nova foto d'aquest monument |
| Església Saint-Saturnin                                                                                               | Inv.  | Segles XIII-XIV                      | Niça d'Ausseruna                                                                 | 43° 17′ 31″ N, 3° 07′ 38″ E / 43.292037°N,3.127227°E | PA00103616 | Església Saint-Saturnin · Vegeu més fotos d'aquest monument · Carregueu una nova foto d'aquest monument                                                                                               |
| Capella Notre-Dame de la Miséricorde                                                                                  | Inv.  |                                      | Niça d'Ausseruna                                                                 | 43° 17′ 57″ N, 3° 08′ 21″ E / 43.2991°N,3.1392°E     | PA00103615 | Capella Notre-Dame de la Miséricorde · Vegeu més fotos d'aquest monument · Carregueu una nova foto d'aquest monument                                                                                  |
| Castell | Inv.  | Segle XVI                            | Nisaç                                                                            | 43° 30′ 45″ N, 3° 24′ 29″ E / 43.5124°N,3.408°E      | PA00103618 | Castell · Carregueu una nova foto d'aquest monument |
| Portal de l'església                                                                                                  | Inv.  | Segle XVIII                          | Nesinhan de l'Avesque                                                            | 43° 25′ 19″ N, 3° 24′ 20″ E / 43.422026°N,3.405499°E | PA00103614 | Portal de l'església · Vegeu més fotos d'aquest monument · Carregueu una nova foto d'aquest monument                                                                                                  |
| Pont du Diable | Cat.  | Segle XII                            | Olargues                                                                         | 43° 33′ 25″ N, 2° 54′ 42″ E / 43.557028°N,2.911528°E | PA00103626 | Pont du Diable · Vegeu més fotos d'aquest monument · Carregueu una nova foto d'aquest monument |
| Gravats rupestres Peiro Escrito                                                                                       | Cat.  | Prehistòria                          | Olargues les Laisses                                                             | 43° 31′ 44″ N, 2° 54′ 36″ E / 43.529°N,2.91°E        | PA00103625 | Carregueu una nova foto d'aquest monument |
| Església | Inv.  | Segle XIV                            | Olargues                                                                         | 43° 33′ 28″ N, 2° 54′ 45″ E / 43.5578°N,2.9126°E     | PA00103624 | Església · Vegeu més fotos d'aquest monument · Carregueu una nova foto d'aquest monument |
| Café Plana | Inv.  | Segle xix                            | Olonzac place du Marché-aux-Herbes                                               | 43° 17′ 04″ N, 2° 43′ 46″ E / 43.2845°N,2.7294°E     | PA00103627 | Café Plana · Vegeu més fotos d'aquest monument · Carregueu una nova foto d'aquest monument |
| Canal del Migdia: obres sobre el riu Ognon                                                                            | Inv.  | Segles XVII-XVIII                    | Olonzac                                                                          | 43° 16′ 11″ N, 2° 44′ 19″ E / 43.2698°N,2.7387°E     | PA34000011 | Canal del Migdia: obres sobre el riu Ognon · Vegeu més fotos d'aquest monument · Carregueu una nova foto d'aquest monument                                                                            |
| Oppidum protohistòric                                                                                                 | Inv.  | Edat del ferro                       | Olonzac Serre Méjean Bassanel                                                    | 43° 15′ 27″ N, 2° 45′ 20″ E / 43.2575°N,2.7556°E     | PA00103628 | Carregueu una nova foto d'aquest monument |
| Via Domícia a Pinet                                                                                                   | Cat.  |                                      | Pinet                                                                            |                                                      | PA00135393 | Via Domícia a Pinet · Carregueu una nova foto d'aquest monument |
| Domaine de Régismont                                                                                                  | Cat.  |                                      | Pòlhas                                                                           | 43° 18′ 21″ N, 3° 06′ 00″ E / 43.3057°N,3.1°E        | PA00103665 | Carregueu una nova foto d'aquest monument |
| Via Domícia a Pomeiròus                                                                                               | Cat.  |                                      | Pomeiròus                                                                        |                                                      | PA00135394 | Carregueu una nova foto d'aquest monument |
| Església | Inv.  | Segle XIII                           | Pomeiròus                                                                        | 43° 23′ 26″ N, 3° 29′ 51″ E / 43.3906°N,3.4975°E     | PA00103666 | Església · Vegeu més fotos d'aquest monument · Carregueu una nova foto d'aquest monument |
| Església | Cat.  | Segle XIV                            | Portiranhas                                                                      | 43° 18′ 10″ N, 3° 20′ 06″ E / 43.3029°N,3.335°E      | PA00103667 | Església · Vegeu més fotos d'aquest monument · Carregueu una nova foto d'aquest monument |
| Castell, actual ajuntament                                                                                            | Inv.  | Segle XVIII                          | Puègmiçon Rue Autour du Château                                                  | 43° 26′ 23″ N, 3° 12′ 21″ E / 43.4397°N,3.2058°E     | PA34000013 | Carregueu una nova foto d'aquest monument |
| Torre romànica | Cat.  |                                      | Puèg-ericon cementiri                                                            | 43° 27′ 22″ N, 3° 13′ 25″ E / 43.456244°N,3.223575°E | PA00103678 | Torre romànica · Vegeu més fotos d'aquest monument · Carregueu una nova foto d'aquest monument |
| Aqüeducte de Besiers                                                                                                  | Cat.  |                                      | Puèg-ericon                                                                      | 43° 27′ 31″ N, 3° 12′ 58″ E / 43.4587°N,3.2162°E     | PA00125496 | Carregueu una nova foto d'aquest monument |
| Castell | Inv.  | Segles XIII-XVI                      | Puèg-ericon                                                                      | 43° 27′ 30″ N, 3° 14′ 10″ E / 43.4582°N,3.236°E      | PA00103677 | Castell · Vegeu més fotos d'aquest monument · Carregueu una nova foto d'aquest monument |
| Maison Vergnes | Inv.  | Segle XVI                            | Peret 9 place du Fort                                                            | 43° 34′ 32″ N, 3° 23′ 47″ E / 43.5755°N,3.3965°E     | PA00103631 | Maison Vergnes · Carregueu una nova foto d'aquest monument |
| Edifici | Cat.  | Segle XVI                            | Pesenàs rue Alfred-Sabatier                                                      | 43° 27′ 39″ N, 3° 25′ 22″ E / 43.460944°N,3.422639°E | PA00103650 | Edifici · Vegeu més fotos d'aquest monument · Carregueu una nova foto d'aquest monument |
| Edifici | Inv.  | Segle XV                             | Pesenàs 12 rue Alfred-Sabatier                                                   | 43° 27′ 40″ N, 3° 25′ 21″ E / 43.460977°N,3.422394°E | PA00103651 | Edifici · Carregueu una nova foto d'aquest monument |
| Maison des Pauvres | Inv.  | Segle XVIII                          | Pesenàs 8 rue Alfred-Sabatier                                                    | 43° 27′ 40″ N, 3° 25′ 21″ E / 43.461069°N,3.422593°E | PA00103655 | Maison des Pauvres · Vegeu més fotos d'aquest monument · Carregueu una nova foto d'aquest monument |
| Antiga sagristia dels Pénitents Blancs                                                                                | Cat.  | Segles XV-XVI                        | Pesenàs 2 rue des Chevaliers-Saint-Jean                                          | 43° 27′ 37″ N, 3° 25′ 26″ E / 43.460384°N,3.423832°E | PA00103661 | Antiga sagristia dels Pénitents Blancs · Vegeu més fotos d'aquest monument · Carregueu una nova foto d'aquest monument                                                                                |
| Maison des Commandeurs                                                                                                | Inv.  | Segle XVI                            | Pesenàs rue des Chevaliers-de-Saint-Jean                                         | 43° 27′ 37″ N, 3° 25′ 25″ E / 43.460222°N,3.423556°E | PA00103654 | Maison des Commandeurs · Vegeu més fotos d'aquest monument · Carregueu una nova foto d'aquest monument                                                                                                |
| Hôtel de Grave | Inv.  | Segle XV                             | Pesenàs 9 rue du Château                                                         | 43° 27′ 40″ N, 3° 25′ 19″ E / 43.461084°N,3.421823°E | PA00103643 | Hôtel de Grave · Vegeu més fotos d'aquest monument · Carregueu una nova foto d'aquest monument |
| Edifici | Inv.  | Segle XVI                            | Pesenàs 3 rue des Commandants-Bessas                                             | 43° 27′ 32″ N, 3° 25′ 26″ E / 43.458972°N,3.423889°E | PA00103652 | Edifici · Carregueu una nova foto d'aquest monument |
| Hôtel d'Alfonce | Cat.  | Segles XVI-XVII                      | Pesenàs 36 rue de Conti                                                          | 43° 27′ 33″ N, 3° 25′ 31″ E / 43.459056°N,3.425181°E | PA00103636 | Hôtel d'Alfonce · Vegeu més fotos d'aquest monument · Carregueu una nova foto d'aquest monument |
| Hôtel de Malibran | Cat.  | Segles XVII-XVIII                    | Pesenàs 45 rue Denfert-Rochereau                                                 | 43° 27′ 29″ N, 3° 25′ 26″ E / 43.458071°N,3.423947°E | PA00103646 | Hôtel de Malibran · Vegeu més fotos d'aquest monument · Carregueu una nova foto d'aquest monument |
| Hôtel de Nizas | Cat.  | Segles XV-XVI                        | Pesenàs 16 rue de la Foire                                                       | 43° 27′ 38″ N, 3° 25′ 22″ E / 43.460503°N,3.422646°E | PA00103647 | Hôtel de Nizas · Vegeu més fotos d'aquest monument · Carregueu una nova foto d'aquest monument |
| Casa | Inv.  | Segle XV                             | Pesenàs 17 rue de la Foire                                                       | 43° 27′ 37″ N, 3° 25′ 22″ E / 43.460391°N,3.422705°E | PA00103656 | Casa · Carregueu una nova foto d'aquest monument |
| Casa | Inv.  | Segle XVIII                          | Pesenàs 22 rue de la Foire                                                       | 43° 27′ 39″ N, 3° 25′ 20″ E / 43.460742°N,3.422343°E | PA00103657 | Casa · Carregueu una nova foto d'aquest monument |
| Hôtel de Wicque | Inv.  | Segles XV-XVI                        | Pesenàs 9 rue de la Foire                                                        | 43° 27′ 37″ N, 3° 25′ 23″ E / 43.460181°N,3.42303°E  | PA00103649 | Hôtel de Wicque · Vegeu més fotos d'aquest monument · Carregueu una nova foto d'aquest monument |
| Hôtel de Lacoste | Cat.  | Segles XVI-XVII                      | Pesenàs 6 rue François-Oustrin                                                   | 43° 27′ 40″ N, 3° 25′ 26″ E / 43.461073°N,3.423817°E | PA00103644 | Hôtel de Lacoste · Vegeu més fotos d'aquest monument · Carregueu una nova foto d'aquest monument |
| Hôtel Flottes de Sébazan                                                                                              | Inv.  | Segle XVIII                          | Pesenàs 13, 15 place Gambetta                                                    | 43° 27′ 39″ N, 3° 25′ 22″ E / 43.460935°N,3.422904°E | PA00103641 | Hôtel Flottes de Sébazan · Vegeu més fotos d'aquest monument · Carregueu una nova foto d'aquest monument                                                                                              |
| Teatre, antiga església dels Pénitents Noirs                                                                          | Cat.  | Segle XVI                            | Pesenàs 7 rue Henri-Reboul                                                       | 43° 27′ 38″ N, 3° 25′ 14″ E / 43.460583°N,3.4205°E   | PA00103662 | Teatre, antiga església dels Pénitents Noirs · Vegeu més fotos d'aquest monument · Carregueu una nova foto d'aquest monument                                                                          |
| Palau del conestable de Montmorency o Hôtel de Peyrat                                                                 | Inv.  | Segles XVI-XVII                      | Pesenàs 13, 15 rue Henri-Reboul                                                  | 43° 27′ 37″ N, 3° 25′ 12″ E / 43.460343°N,3.419981°E | PA00103638 | Palau del conestable de Montmorency o Hôtel de Peyrat · Carregueu una nova foto d'aquest monument |
| Hôtel de Landes de Saint-Palais                                                                                       | Cat.  | Segle XVI                            | Pesenàs 18 cours Jean-Jaurès; abans cours Molière                                | 43° 27′ 37″ N, 3° 25′ 20″ E / 43.460413°N,3.422126°E | PA00103645 | Hôtel de Landes de Saint-Palais · Carregueu una nova foto d'aquest monument |
| Antic hôtel de Grasset                                                                                                | Cat.  | Segle XVI                            | Pesenàs 20 cours Jean-Jaurès; abans cours Molière                                | 43° 27′ 38″ N, 3° 25′ 19″ E / 43.460481°N,3.422021°E | PA00103642 | Antic hôtel de Grasset · Carregueu una nova foto d'aquest monument |
| Hôtel de Bezons | Inv.  | Segle XVII                           | Pesenàs 22 cours Jean-Jaurès; abans cours Molière                                | 43° 27′ 38″ N, 3° 25′ 19″ E / 43.460547°N,3.421914°E | PA00103637 | Hôtel de Bezons · Carregueu una nova foto d'aquest monument |
| Hôtel de Loubatières o de Latude                                                                                      | Inv.  | Segle XVII                           | Pesenàs 33 cours Jean-Jaurès                                                     | 43° 27′ 37″ N, 3° 25′ 18″ E / 43.460372°N,3.421643°E | PA00103779 | Hôtel de Loubatières o de Latude · Vegeu més fotos d'aquest monument · Carregueu una nova foto d'aquest monument                                                                                      |
| Antic hôtel Mazel | Inv.  | Segle XVIII                          | Pesenàs 5 place Ledru-Rollin                                                     | 43° 27′ 40″ N, 3° 25′ 15″ E / 43.461073°N,3.420758°E | PA34000061 | Antic hôtel Mazel · Carregueu una nova foto d'aquest monument |
| Hôtel Saint-Germain                                                                                                   | Inv.  | Segles XVI-XVII                      | Pesenàs 3 rue Michelet                                                           | 43° 27′ 41″ N, 3° 25′ 23″ E / 43.461389°N,3.423139°E | PA00103648 | Hôtel Saint-Germain · Vegeu més fotos d'aquest monument · Carregueu una nova foto d'aquest monument                                                                                                   |
| Antic hôtel de Peyrat                                                                                                 | Inv.  | Segle XVII                           | Pesenàs 1 i 3 rue Montmorency; place des Etats-du-Languedoc                      | 43° 27′ 44″ N, 3° 25′ 24″ E / 43.462354°N,3.423298°E | PA00132614 | Antic hôtel de Peyrat · Vegeu més fotos d'aquest monument · Carregueu una nova foto d'aquest monument                                                                                                 |
| Edifici | Inv.  | Segle XVII                           | Pesenàs 10 rue des Orfèvres                                                      | 43° 27′ 38″ N, 3° 25′ 24″ E / 43.460543°N,3.423352°E | PA34000048 | Edifici · Carregueu una nova foto d'aquest monument |
| Edifici | Inv.  | Segle XV                             | Pesenàs 11 rue Triperie-Vieille                                                  | 43° 27′ 38″ N, 3° 25′ 23″ E / 43.460662°N,3.422928°E | PA00103653 | Edifici · Carregueu una nova foto d'aquest monument |
| Hôtel de l'Epine | Inv.  | Segles XVII-XVIII                    | Pesenàs 9 rue Victor-Hugo                                                        | 43° 27′ 31″ N, 3° 25′ 27″ E / 43.458737°N,3.424167°E | PA00103640 | Hôtel de l'Epine · Vegeu més fotos d'aquest monument · Carregueu una nova foto d'aquest monument |
| Castell de Loubatières                                                                                                | Inv.  | Segle XV                             | Pesenàs                                                                          | 43° 29′ 09″ N, 3° 24′ 09″ E / 43.48575°N,3.4025°E    | PA34000050 | Carregueu una nova foto d'aquest monument |
| Castell de Larzac | Inv.  | Segles XVII-XVIII                    | Pesenàs Le Larzac                                                                | 43° 27′ 51″ N, 3° 24′ 17″ E / 43.464167°N,3.40475°E  | PA34000046 | Carregueu una nova foto d'aquest monument |
| Antiga presó consular                                                                                                 | Inv.  | Segle XVI                            | Pesenàs rue des d'André                                                          | 43° 27′ 40″ N, 3° 25′ 17″ E / 43.461167°N,3.42125°E  | PA00103660 | Antiga presó consular · Vegeu més fotos d'aquest monument · Carregueu una nova foto d'aquest monument                                                                                                 |
| Porta Faugères | Inv.  |                                      | Pesenàs place Ledru-Rollin                                                       | 43° 27′ 39″ N, 3° 25′ 16″ E / 43.460917°N,3.421194°E | PA00103659 | Porta Faugères · Vegeu més fotos d'aquest monument · Carregueu una nova foto d'aquest monument |
| Antic palau consular                                                                                                  | Inv.  | Segles XVII-XVIII                    | Pesenàs place Gambetta                                                           | 43° 27′ 40″ N, 3° 25′ 23″ E / 43.461028°N,3.423°E    | PA00103658 | Antic palau consular · Vegeu més fotos d'aquest monument · Carregueu una nova foto d'aquest monument                                                                                                  |
| Hôtel-Dieu | Inv.  | Segles XVII-XVIII                    | Pesenàs 20 rue Henri-Reboul                                                      | 43° 27′ 37″ N, 3° 25′ 11″ E / 43.46025°N,3.419639°E  | PA00103639 | Carregueu una nova foto d'aquest monument |
| Font de Vedel | Inv.  | Segle XVIII                          | Pesenàs                                                                          | 43° 27′ 33″ N, 3° 25′ 27″ E / 43.459056°N,3.424028°E | PA00103635 | Font de Vedel · Carregueu una nova foto d'aquest monument |
| Antiga església Saint-Jean de Bébian                                                                                  | Cat.  | Segles XII-XVIII                     | Pesenàs Saint-Jean-de-Bébian                                                     | 43° 28′ 59″ N, 3° 24′ 43″ E / 43.483°N,3.411972°E    | PA00103634 | Antiga església Saint-Jean de Bébian · Vegeu més fotos d'aquest monument · Carregueu una nova foto d'aquest monument                                                                                  |
| Col·legiata Saint-Jean                                                                                                | Inv.  |                                      | Pesenàs rue des chevaliers-de-Saint-Jean; rue Kléber                             | 43° 27′ 36″ N, 3° 25′ 27″ E / 43.460084°N,3.424103°E | PA00103633 | Col·legiata Saint-Jean · Vegeu més fotos d'aquest monument · Carregueu una nova foto d'aquest monument                                                                                                |
| Col·legi | Inv.  | Segle XVI                            | Pesenàs 12 rue Massillon                                                         | 43° 27′ 35″ N, 3° 25′ 17″ E / 43.459722°N,3.421472°E | PA00103632 | Col·legi · Vegeu més fotos d'aquest monument · Carregueu una nova foto d'aquest monument |
| Castell | Inv.  | Segles XIV-XVI                       | Pesena de las Minas                                                              | 43° 35′ 21″ N, 3° 15′ 08″ E / 43.5893°N,3.2522°E     | PA00103663 | Castell · Vegeu més fotos d'aquest monument · Carregueu una nova foto d'aquest monument |
| Eòlica de Roueire | Inv.  | Segle xix                            | Cranta                                                                           | 43° 21′ 06″ N, 2° 59′ 40″ E / 43.351667°N,2.994444°E | PA00103680 | Eòlica de Roueire · Vegeu més fotos d'aquest monument · Carregueu una nova foto d'aquest monument |
| Església | Cat.  | Segles XI-XIII                       | Cranta                                                                           | 43° 20′ 50″ N, 2° 57′ 39″ E / 43.347168°N,2.960869°E | PA00103679 | Església · Vegeu més fotos d'aquest monument · Carregueu una nova foto d'aquest monument |
| Antiga església Notre-Dame, església de Santa Maria del Castell                                                       | Inv.  |                                      | Ròcacèls                                                                         | 43° 33′ 09″ N, 3° 13′ 23″ E / 43.552576°N,3.22309°E  | PA00103774 | Antiga església Notre-Dame, església de Santa Maria del Castell · Vegeu més fotos d'aquest monument · Carregueu una nova foto d'aquest monument                                                       |
| Antic priorat dit castell de Cassan                                                                                   | Inv.  | Segles XII-XIV                       | Rojan route de Bédarieux                                                         | 43° 30′ 35″ N, 3° 17′ 17″ E / 43.509717°N,3.288131°E | PA00103685 | Antic priorat dit castell de Cassan · Vegeu més fotos d'aquest monument · Carregueu una nova foto d'aquest monument                                                                                   |
| Església Saint-Laurent                                                                                                | Inv.  | Segles XIII-XIV                      | Rojan                                                                            | 43° 30′ 30″ N, 3° 18′ 37″ E / 43.5084°N,3.3104°E     | PA00103684 | Església Saint-Laurent · Vegeu més fotos d'aquest monument · Carregueu una nova foto d'aquest monument                                                                                                |
| Capella Saint-Nazaire                                                                                                 | Cat.  | Segle X                              | Rojan                                                                            | 43° 29′ 31″ N, 3° 19′ 01″ E / 43.492075°N,3.316922°E | PA00103683 | Capella Saint-Nazaire · Vegeu més fotos d'aquest monument · Carregueu una nova foto d'aquest monument                                                                                                 |
| Antiga abadia benedictina                                                                                             | Inv.  | Segles XVII-XVIII                    | Sanch-Inhan rue de la Promenade; rue du Marché; place des Bénédictins; Grand'Rue | 43° 25′ 17″ N, 2° 56′ 47″ E / 43.421441°N,2.946318°E | PA34000036 | Antiga abadia benedictina · Vegeu més fotos d'aquest monument · Carregueu una nova foto d'aquest monument                                                                                             |
| Castell | Inv.  | Segle XVII                           | Sant Ginièis place Jean-Bonhomme                                                 | 43° 28′ 04″ N, 3° 10′ 39″ E / 43.467865°N,3.177492°E | PA34000014 | Carregueu una nova foto d'aquest monument |
| Església parroquial                                                                                                   | Inv.  | Segle XIII                           | Sant Ginièis                                                                     | 43° 28′ 06″ N, 3° 10′ 45″ E / 43.468223°N,3.179112°E | PA00103775 | Església parroquial · Vegeu més fotos d'aquest monument · Carregueu una nova foto d'aquest monument                                                                                                   |
| Ruïnes de l'antiga abadia Saint-Pierre de Nayran                                                                      | Inv.  |                                      | Sant Gervais                                                                     | 43° 39′ 35″ N, 3° 02′ 29″ E / 43.6598°N,3.0414°E     | PA00103689 | Ruïnes de l'antiga abadia Saint-Pierre de Nayran · Vegeu més fotos d'aquest monument · Carregueu una nova foto d'aquest monument                                                                      |
| Església | Inv.  | Segle XI                             | Sant Julian                                                                      | 43° 33′ 57″ N, 2° 55′ 49″ E / 43.5658°N,2.9304°E     | PA00103699 | Església · Vegeu més fotos d'aquest monument · Carregueu una nova foto d'aquest monument |
| Església parroquial Sainte-Marie et Saint-Pons                                                                        | Inv.  | Segle XII                            | Sant Ponç de Mauchins                                                            | 43° 30′ 48″ N, 3° 30′ 49″ E / 43.513471°N,3.513603°E | PA34000051 | Església parroquial Sainte-Marie et Saint-Pons · Vegeu més fotos d'aquest monument · Carregueu una nova foto d'aquest monument                                                                        |
| Molí de Roquemengarde                                                                                                 | Inv.  | Segle XVII                           | Sant Ponç de Mauchins                                                            | 43° 31′ 13″ N, 3° 28′ 45″ E / 43.5204°N,3.4793°E     | PA00103706 | Carregueu una nova foto d'aquest monument |
| Maison des Consuls | Cat.  | Segle XIII                           | Sant Ponç de Mauchins                                                            | 43° 30′ 49″ N, 3° 30′ 49″ E / 43.5137°N,3.5135°E     | PA00103705 | Maison des Consuls · Carregueu una nova foto d'aquest monument |
| Antic bisbat | Inv.  | Segles XIV-XV                        | Sant Ponç de Tomièiras place du Foiral                                           | 43° 29′ 23″ N, 2° 45′ 33″ E / 43.4896°N,2.7593°E     | PA00103709 | Antic bisbat · Carregueu una nova foto d'aquest monument |
| Antiga església Saint-Martin-du-Jaur                                                                                  | Inv.  | Segles XII-XV                        | Sant Ponç de Tomièiras place du Foiral                                           | 43° 29′ 17″ N, 2° 45′ 32″ E / 43.488016°N,2.758751°E | PA00103708 | Antiga església Saint-Martin-du-Jaur · Vegeu més fotos d'aquest monument · Carregueu una nova foto d'aquest monument                                                                                  |
| Ajuntament | Inv.  | Segle XIV                            | Sant Ponç de Tomièiras                                                           | 43° 29′ 18″ N, 2° 45′ 34″ E / 43.4883°N,2.7595°E     | PA00103710 | Ajuntament · Vegeu més fotos d'aquest monument · Carregueu una nova foto d'aquest monument |
| Antiga catedral | Cat.  | Segles XII-XVII                      | Sant Ponç de Tomièiras                                                           | 43° 29′ 20″ N, 2° 45′ 32″ E / 43.48889°N,2.75889°E   | PA00103707 | Antiga catedral · Vegeu més fotos d'aquest monument · Carregueu una nova foto d'aquest monument |
| Antiga abadia reial de Saint-Thibéry                                                                                  | Inv.  | Segle XVII                           | Sant Tibèri                                                                      | 43° 23′ 49″ N, 3° 25′ 02″ E / 43.3969°N,3.4173°E     | PA34000052 | Antiga abadia reial de Saint-Thibéry · Vegeu més fotos d'aquest monument · Carregueu una nova foto d'aquest monument                                                                                  |
| Restes del pont romà                                                                                                  | Cat.  | Antiguitat; Gal·loromà; Edat Mitjana | Sant Tibèri                                                                      | 43° 23′ 52″ N, 3° 25′ 03″ E / 43.397778°N,3.4175°E   | PA00103715 | Restes del pont romà · Vegeu més fotos d'aquest monument · Carregueu una nova foto d'aquest monument                                                                                                  |
| Església i torre | Cat.  | Segle XV                             | Sant Tibèri                                                                      | 43° 23′ 50″ N, 3° 25′ 04″ E / 43.3973°N,3.4177°E     | PA00103714 | Església i torre · Carregueu una nova foto d'aquest monument |
| Antiga creu del cementiri                                                                                             | Cat.  | Segle XV                             | Sant Vincenç d'Olargues Porxo de l'església                                      | 43° 33′ 39″ N, 2° 52′ 44″ E / 43.5607°N,2.8789°E     | PA00103717 | Carregueu una nova foto d'aquest monument |
| Pont de Saint-Étienne                                                                                                 | Inv.  |                                      | La Salvetat d'Agot                                                               | 43° 36′ 06″ N, 2° 42′ 14″ E / 43.601667°N,2.703889°E | PA00103719 | Pont de Saint-Étienne · Vegeu més fotos d'aquest monument · Carregueu una nova foto d'aquest monument                                                                                                 |
| Antiga església Saint-Étienne-de-Cavall                                                                               | Inv.  | Segles XI-XV                         | La Salvetat d'Agot                                                               | 43° 36′ 36″ N, 2° 42′ 06″ E / 43.6099°N,2.7016°E     | PA00103718 | Antiga església Saint-Étienne-de-Cavall · Vegeu més fotos d'aquest monument · Carregueu una nova foto d'aquest monument                                                                               |
| Pont sobre la Thongue                                                                                                 | Inv.  | Segle XVII                           | Cervian antiga R.N. 9                                                            | 43° 24′ 19″ N, 3° 20′ 32″ E / 43.4054°N,3.3422°E     | PA00103725 | Pont sobre la Thongue · Vegeu més fotos d'aquest monument · Carregueu una nova foto d'aquest monument                                                                                                 |
| Església parroquial                                                                                                   | Inv.  | Segles XII-XIV                       | Cervian                                                                          | 43° 25′ 38″ N, 3° 18′ 00″ E / 43.4272°N,3.3°E        | PA00103724 | Església parroquial · Vegeu més fotos d'aquest monument · Carregueu una nova foto d'aquest monument                                                                                                   |
| Església | Inv.  | Segle XV                             | Sira                                                                             | 43° 18′ 44″ N, 2° 39′ 37″ E / 43.312244°N,2.660145°E | PA00103729 | Església · Vegeu més fotos d'aquest monument · Carregueu una nova foto d'aquest monument |
| Capella de Centheilles                                                                                                | Cat.  | Segles XIV-XV                        | Sira                                                                             | 43° 19′ 41″ N, 2° 39′ 09″ E / 43.32819°N,2.65251°E   | PA00103728 | Capella de Centheilles · Vegeu més fotos d'aquest monument · Carregueu una nova foto d'aquest monument                                                                                                |
| Castell de Grandsagnes                                                                                                | Inv.  |                                      | Lo Solièr                                                                        | 43° 31′ 20″ N, 2° 40′ 58″ E / 43.522191°N,2.682863°E | PA00103776 | Carregueu una nova foto d'aquest monument |
| Església Notre-Dame de Grâce                                                                                          | Cat.  | Segle XIV                            | Serinhan                                                                         | 43° 16′ 54″ N, 3° 17′ 04″ E / 43.2818°N,3.28431°E    | PA00103723 | Església Notre-Dame de Grâce · Vegeu més fotos d'aquest monument · Carregueu una nova foto d'aquest monument                                                                                          |
| Antiga fàbrica de calç                                                                                                | Inv.  | Segle xix                            | La Torre d'Òrb                                                                   | 43° 38′ 55″ N, 3° 09′ 10″ E / 43.6487°N,3.1527°E     | PA34000078 | Antiga fàbrica de calç · Vegeu més fotos d'aquest monument · Carregueu una nova foto d'aquest monument                                                                                                |
| Antiga residència dels abats de Joncels                                                                               | Inv.  | Segle XVII                           | La Torre d'Òrb Avenue du Château                                                 | 43° 39′ 22″ N, 3° 08′ 57″ E / 43.656°N,3.1491°E      | PA00103738 | Carregueu una nova foto d'aquest monument |
| Església de Saint-Xist i el seu claustre                                                                              | Inv.  | Segles XIV-XVI                       | La Torre d'Òrb Saint-Xist                                                        | 43° 40′ 35″ N, 3° 09′ 26″ E / 43.6763°N,3.1571°E     | PA00103737 | Església de Saint-Xist i el seu claustre · Vegeu més fotos d'aquest monument · Carregueu una nova foto d'aquest monument                                                                              |
| Església de Boussagues                                                                                                | Inv.  | Segle XII                            | La Torre d'Òrb                                                                   | 43° 39′ 09″ N, 3° 07′ 51″ E / 43.6525°N,3.1307°E     | PA00103736 | Església de Boussagues · Vegeu més fotos d'aquest monument · Carregueu una nova foto d'aquest monument                                                                                                |
| Església | Inv.  |                                      | Torbes                                                                           | 43° 26′ 45″ N, 3° 22′ 49″ E / 43.4457°N,3.3802°E     | PA00103740 | Església · Vegeu més fotos d'aquest monument · Carregueu una nova foto d'aquest monument |
| Castell de Peyrat | Inv.  | Segles XVI-XVII                      | Torbes                                                                           | 43° 27′ 53″ N, 3° 21′ 55″ E / 43.4648°N,3.3653°E     | PA00103739 | Carregueu una nova foto d'aquest monument |
| Església parroquial Saint-Étienne                                                                                     | Inv.  | Segle XIV                            | Valros                                                                           | 43° 25′ 11″ N, 3° 22′ 06″ E / 43.419612°N,3.368374°E | PA00103742 | Església parroquial Saint-Étienne · Vegeu més fotos d'aquest monument · Carregueu una nova foto d'aquest monument                                                                                     |
| Vestigis de la vil·la de Primuliac                                                                                    | Cat.  | Antiguitat; Gal·loromà               | Vèndres Le Nègre                                                                 | 43° 17′ 42″ N, 3° 12′ 00″ E / 43.295°N,3.1999°E      | PA00103746 | Carregueu una nova foto d'aquest monument |
| Castell | Inv.  | Segle XIII                           | Vèndres Rue de l'Égalité                                                         | 43° 16′ 11″ N, 3° 13′ 31″ E / 43.2697°N,3.2252°E     | PA00103745 | Carregueu una nova foto d'aquest monument |
| Restes de l'aqüeducte romà                                                                                            | Inv.  | Gal·loromà                           | Vèndres                                                                          | 43° 15′ 57″ N, 3° 13′ 57″ E / 43.2657°N,3.2326°E     | PA00103744 | Carregueu una nova foto d'aquest monument |
| Maison Benezis | Inv.  | Segle XV                             | Viàs rue de la République                                                        | 43° 18′ 49″ N, 3° 25′ 08″ E / 43.3136°N,3.4189°E     | PA00103749 | Maison Benezis · Carregueu una nova foto d'aquest monument |
| Canal del Migdia: Resclosa sobre el Libron                                                                            | Inv.  | Segle xix                            | Viàs                                                                             | 43° 18′ 04″ N, 3° 24′ 15″ E / 43.301°N,3.4042°E      | PA34000004 | Canal del Migdia: Resclosa sobre el Libron · Vegeu més fotos d'aquest monument · Carregueu una nova foto d'aquest monument                                                                            |
| Castell de Preignes-le-Vieux                                                                                          | Inv.  | Segles XII-XVI                       | Viàs                                                                             | 43° 19′ 36″ N, 3° 22′ 40″ E / 43.3266°N,3.3779°E     | PA00135396 | Castell de Preignes-le-Vieux · Vegeu més fotos d'aquest monument · Carregueu una nova foto d'aquest monument                                                                                          |
| Església | Cat.  | Segle XIV                            | Viàs                                                                             | 43° 18′ 45″ N, 3° 25′ 01″ E / 43.3125°N,3.4169°E     | PA00103748 | Església · Vegeu més fotos d'aquest monument · Carregueu una nova foto d'aquest monument |
| Antiga abadia Saint-Martin et Saint-Majan                                                                             | Inv.  | Segle XVII                           | Vilamanha                                                                        | 43° 37′ 04″ N, 3° 07′ 07″ E / 43.617731°N,3.118747°E | PA00103755 | Antiga abadia Saint-Martin et Saint-Majan · Vegeu més fotos d'aquest monument · Carregueu una nova foto d'aquest monument                                                                             |
| Pont du Diable | Inv.  |                                      | Vilamanha                                                                        | 43° 37′ 31″ N, 3° 06′ 59″ E / 43.625139°N,3.116389°E | PA00103754 | Pont du Diable · Vegeu més fotos d'aquest monument · Carregueu una nova foto d'aquest monument |
| Hôtel des Monnaies | Cat.  | Segle XII                            | Vilamanha                                                                        | 43° 37′ 03″ N, 3° 07′ 12″ E / 43.617552°N,3.11998°E  | PA00103753 | Hôtel des Monnaies · Vegeu més fotos d'aquest monument · Carregueu una nova foto d'aquest monument |
| Església parroquial Saint-Majan                                                                                       | Cat.  | Segle XIV                            | Vilamanha                                                                        | 43° 37′ 03″ N, 3° 07′ 09″ E / 43.6176°N,3.1193°E     | PA00103752 | Església parroquial Saint-Majan · Vegeu més fotos d'aquest monument · Carregueu una nova foto d'aquest monument                                                                                       |
| Antiga església Saint-Grégoire                                                                                        | Cat.  | Segles XII-XIII                      | Vilamanha                                                                        | 43° 37′ 03″ N, 3° 07′ 09″ E / 43.6176°N,3.1193°E     | PA00103751 | Antiga església Saint-Grégoire · Vegeu més fotos d'aquest monument · Carregueu una nova foto d'aquest monument                                                                                        |
| Església | Inv.  | Segles XII-XIV                       | Vilanòva de Besièrs                                                              | 43° 18′ 53″ N, 3° 16′ 48″ E / 43.314667°N,3.279918°E | PA00103756 | Església · Vegeu més fotos d'aquest monument · Carregueu una nova foto d'aquest monument |